# Circonscription électorale de Valladolid
Ne doit pas être confondu avec Circonscription autonomique de Valladolid.
La circonscription électorale de Valladolid est l'une des cinquante-deux circonscriptions électorales espagnoles utilisées comme divisions électorales pour les élections générales espagnoles.
Elle correspond géographiquement à la province de Valladolid.

## Historique
Elle est instaurée en 1977 par la loi pour la réforme politique puis confirmée avec la promulgation de la Constitution espagnole qui précise à l'article 68 alinéa 2 que chaque province constitue une circonscription électorale.

## Congrès des députés

### Synthèse
|             |       | 1977 | 1979 | 1982 | 1986 | 1989 | 1993 | 1996 | 2000 | 2004 | 2008 | 2011 | 2015 | 2016 | 04/19 | 11/19 | 2023 |
| ----------- | ----- | ---- | ---- | ---- | ---- | ---- | ---- | ---- | ---- | ---- | ---- | ---- | ---- | ---- | ----- | ----- | ---- |
| UCD         |       | 3    | 3    |      |      |      |      |      |      |      |      |      |      |      |       |       |      |
| AP & alliés |       |      |      | 2    | 2    |      |      |      |      |      |      |      |      |      |       |       |      |
| CDS         |       |      |      |      | 1    |      |      |      |      |      |      |      |      |      |       |       |      |
| PSOE        |       | 2    | 2    | 3    | 2    | 2    | 2    | 2    | 2    | 2    | 2    | 2    | 1    | 1    | 2     | 2     | 2    |
| PP          |       |      |      |      |      | 3    | 3    | 3    | 3    | 3    | 3    | 3    | 2    | 2    | 1     | 2     | 2    |
| Podemos     |       |      |      |      |      |      |      |      |      |      |      |      | 1    | 1    |       |       |      |
| Cs          |       |      |      |      |      |      |      |      |      |      |      |      | 1    | 1    | 1     |       |      |
| Vox         |       |      |      |      |      |      |      |      |      |      |      |      |      |      | 1     | 1     | 1    |
|             |       |      |      |      |      |      |      |      |      |      |      |      |      |      |       |       |      |
| Total       | Total | 5    | 5    | 5    | 5    | 5    | 5    | 5    | 5    | 5    | 5    | 5    | 5    | 5    | 5     | 5     | 5    |

### 1977
| Parti | Parti | Députés                                                                |
| ----- | ----- | ---------------------------------------------------------------------- |
| UCD   |       | Eduardo Moreno Díez, María Teresa Revilla López, Adolfo Sánchez García |
| PSOE  |       | Juan Luis Colino Salamanca, Gregorio Peces-Barba                       |

### 1979
| Parti | Parti | Députés                                                                |
| ----- | ----- | ---------------------------------------------------------------------- |
| UCD   |       | Ignacio Camuñas Solís, Eduardo Moreno Díez, María Teresa Revilla López |
| PSOE  |       | Juan Luis Colino Salamanca, Gregorio Peces-Barba                       |

### 1982
| Parti  | Parti | Députés                                                                |
| ------ | ----- | ---------------------------------------------------------------------- |
| PSOE   |       | Juan Luis Colino Salamanca, Antonio Pérez Solano, Gregorio Peces-Barba |
| AP-PDP |       | Santiago López González, Alejandro Royo-Villanova Payá                 |

### 1986
| Parti | Parti | Députés                                                   |
| ----- | ----- | --------------------------------------------------------- |
| PSOE  |       | Juan Luis Colino Salamanca, Fernando Ledesma              |
| CP    |       | Juan Carlos Guerra Zunzunegui, Santiago López Valdivielso |
| CDS   |       | Antonio Garrosa Resina                                    |

- Juan Luis Colino Salamanca est remplacé en juin 1987 par Antonio Pérez Solano.

### 1989
| Parti | Parti | Députés                                                                            |
| ----- | ----- | ---------------------------------------------------------------------------------- |
| PP    |       | Miguel Ángel Cortés Martín, Santiago López Valdivielso, Ramiro Felipe Ruiz Medrano |
| PSOE  |       | Antonio Pérez Solano, Fernando Ledesma                                             |

- Fernando Ledesma est remplacé en avril 1991 par María Dolores Ortega Peinado.

### 1993
| Parti | Parti | Députés                                                                      |
| ----- | ----- | ---------------------------------------------------------------------------- |
| PP    |       | Tomás Burgos Gallego, Miguel Ángel Cortés Martín, Santiago López Valdivielso |
| PSOE  |       | Antonio Pérez Solano, Tomás Rodríguez Bolaños                                |

### 1996
| Parti | Parti | Députés                                                                      |
| ----- | ----- | ---------------------------------------------------------------------------- |
| PP    |       | Tomás Burgos Gallego, Miguel Ángel Cortés Martín, Santiago López Valdivielso |
| PSOE  |       | Antonio Pérez Solano, Tomás Rodríguez Bolaños                                |

- Miguel Ángel Cortés Martín est remplacé en mai 1996 par Ana Torme Pardo.
- Santiago López Valdivielso est remplacé en mai 1996 par Adolfo Abejón Ortega.

### 2000
| Parti | Parti | Députés                                                           |
| ----- | ----- | ----------------------------------------------------------------- |
| PP    |       | Tomás Burgos Gallego, Miguel Ángel Cortés Martín, Ana Torme Pardo |
| PSOE  |       | Iratxe García, Tomás Rodríguez Bolaños                            |

- Miguel Ángel Cortés Martín est remplacé en mai 2000 par José García Hernando.

### 2004
| Parti | Parti | Députés                                                           |
| ----- | ----- | ----------------------------------------------------------------- |
| PP    |       | Tomás Burgos Gallego, Miguel Ángel Cortés Martín, Ana Torme Pardo |
| PSOE  |       | Soraya Rodríguez, Mario Bedera Bravo                              |

### 2008
| Parti | Parti | Députés                                                           |
| ----- | ----- | ----------------------------------------------------------------- |
| PP    |       | Miguel Ángel Cortés Martín, Tomás Burgos Gallego, Ana Torme Pardo |
| PSOE  |       | Jesús Quijano González, Soraya Rodríguez                          |

- Soraya Rodríguez (PSOE) est remplacée en septembre 2008 par Emilio Álvarez Villazán.

### 2011
| Parti | Parti | Députés                                                                           |
| ----- | ----- | --------------------------------------------------------------------------------- |
| PP    |       | Miguel Ángel Cortés Martín, Tomás Burgos Gallego, María Arenales Serrano Argüello |
| PSOE  |       | Soraya Rodríguez, Mario Bedera Bravo                                              |

- Tomás Burgos (PP) est remplacé en janvier 2012 par Ildefonso Pastor González.

### 2015
| Parti   | Parti | Députés                                      |
| ------- | ----- | -------------------------------------------- |
| PP      |       | Tomás Burgos Gallego, José María Eiros Bouza |
| PSOE    |       | Soraya Rodríguez                             |
| Podemos |       | Juanma del Olmo                              |
| Cs      |       | Francisco Igea Arisqueta                     |

### 2016
| Parti   | Parti | Députés                                     |
| ------- | ----- | ------------------------------------------- |
| PP      |       | Tomás Burgos Gallego, Ignacio Tremiño Gómez |
| PSOE    |       | Soraya Rodríguez                            |
| Podemos |       | Juanma del Olmo                             |
| Cs      |       | Francisco Igea Arisqueta                    |

- Tomás Burgos (PP) est remplacé en novembre 2016 par Raquel Alonso.

### Avril 2019
| Parti | Parti | Députés                                                   |
| ----- | ----- | --------------------------------------------------------- |
| PSOE  |       | José Javier Izquierdo Roncero, Helena Caballero Gutiérrez |
| PP    |       | Isabel García Tejerina                                    |
| Cs    |       | Soraya Mayo Alonso                                        |
| Vox   |       | Pablo Sáez Alonso-Muñumer                                 |

### Novembre 2019
| Parti | Parti | Députés                                                   |
| ----- | ----- | --------------------------------------------------------- |
| PSOE  |       | José Javier Izquierdo Roncero, Helena Caballero Gutiérrez |
| PP    |       | José Ángel Alonso Pérez, Eduardo Carazo Hermoso           |
| Vox   |       | Pablo Sáez Alonso-Muñumer                                 |

- José Javier Izquierdo (PSOE) est remplacé en février 2020 par Julio del Valle de Iscar.

### 2023
| Parti | Parti | Députés                                                             |
| ----- | ----- | ------------------------------------------------------------------- |
| PP    |       | María de las Mercedes Cantalapiedra Álvarez, Eduardo Carazo Hermoso |
| PSOE  |       | Óscar Puente, María Luisa Sanz Martinez                             |
| Vox   |       | Pablo Sáez Alonso-Muñumer                                           |

## Sénat

### Synthèse
|             |       | 1977 | 1979 | 1982 | 1986 | 1989 | 1993 | 1996 | 2000 | 2004 | 2008 | 2011 | 2015 | 2016 | 04/19 | 11/19 | 2023 |
| ----------- | ----- | ---- | ---- | ---- | ---- | ---- | ---- | ---- | ---- | ---- | ---- | ---- | ---- | ---- | ----- | ----- | ---- |
| UCD         |       | 3    | 3    |      |      |      |      |      |      |      |      |      |      |      |       |       |      |
| AP & alliés |       |      |      | 1    | 1    |      |      |      |      |      |      |      |      |      |       |       |      |
| PSOE        |       | 1    | 1    | 3    | 3    | 1    | 1    | 1    | 1    | 1    | 1    | 1    | 1    | 1    | 3     | 2     | 1    |
| PP          |       |      |      |      |      | 3    | 3    | 3    | 3    | 3    | 3    | 3    | 3    | 3    | 1     | 2     | 3    |
|             |       |      |      |      |      |      |      |      |      |      |      |      |      |      |       |       |      |
| Total       | Total | 4    | 4    | 4    | 4    | 4    | 4    | 4    | 4    | 4    | 4    | 4    | 4    | 4    | 4     | 4     | 4    |

### 1977
| Parti | Parti | Sénateurs                                                                        |
| ----- | ----- | -------------------------------------------------------------------------------- |
| UCD   |       | Luis Miguel Enciso Recio, Antonio Martín Descalzo, Alejandro Royo-Villanova Payá |
| PSOE  |       | Pedro Gómez Bosque                                                               |

### 1979
| Parti | Parti | Sénateurs                                                                                         |
| ----- | ----- | ------------------------------------------------------------------------------------------------- |
| UCD   |       | Luis Miguel Enciso Recio, Roberto Fernández de la Reguera Lagunero, Alejandro Royo-Villanova Payá |
| PSOE  |       | Juan Antonio Arévalo Santiago                                                                     |

### 1982
| Parti  | Parti | Sénateurs                                                                                      |
| ------ | ----- | ---------------------------------------------------------------------------------------------- |
| PSOE   |       | Juan Antonio Arévalo Santiago, María del Carmen Delgado Sesmero, José Constantino Nalda García |
| AP-PDP |       | Jesús Cueto Sesmero                                                                            |

### 1986
| Parti | Parti | Sénateurs                                                                                  |
| ----- | ----- | ------------------------------------------------------------------------------------------ |
| PSOE  |       | Juan Antonio Arévalo Santiago, Alfonso Maroto San Sebastián, José Constantino Nalda García |
| CP    |       | Juan José Unceta Antón                                                                     |

- Juan José Unceta Antón est remplacé en 1989 par José Luis de los Mozos de los Mozos.

### 1989
| Parti | Parti | Sénateurs                                                                               |
| ----- | ----- | --------------------------------------------------------------------------------------- |
| PP    |       | José Antonio González Caviedes, María del Carmen Marcos Serrano, Juan José Unceta Antón |
| PSOE  |       | Juan Antonio Arévalo Santiago                                                           |

### 1993
| Parti | Parti | Sénateurs                                                                          |
| ----- | ----- | ---------------------------------------------------------------------------------- |
| PP    |       | José Antonio González Caviedes, Ramiro Felipe Ruiz Medrano, Juan José Unceta Antón |
| PSOE  |       | Juan Antonio Arévalo Santiago                                                      |

### 1996
| Parti | Parti | Sénateurs                                                                          |
| ----- | ----- | ---------------------------------------------------------------------------------- |
| PP    |       | José Antonio González Caviedes, Emilio Zapatero Villalonga, Juan José Unceta Antón |
| PSOE  |       | Juan Antonio Arévalo Santiago                                                      |

- José Antonio González Caviedes est remplacé en décembre 1996 par María Mercedes Coloma Pesquera.

### 2000
| Parti | Parti | Sénateurs                                                                        |
| ----- | ----- | -------------------------------------------------------------------------------- |
| PP    |       | María Mercedes Coloma Pesquera, José Ferrández Otaño, Emilio Zapatero Villalonga |
| PSOE  |       | Cristina Agudo Cadarso                                                           |

- Emilio Zapatero Villalonga est remplacé en décembre 2000 par Adolfo Abejón Ortega.

### 2004
| Parti | Parti | Sénateurs                                                                  |
| ----- | ----- | -------------------------------------------------------------------------- |
| PP    |       | Adolfo Abejón Ortega, María Mercedes Coloma Pesquera, José Ferrández Otaño |
| PSOE  |       | Tomás Rodríguez Bolaños                                                    |

### 2008
| Parti | Parti | Sénateurs                                                                   |
| ----- | ----- | --------------------------------------------------------------------------- |
| PP    |       | Adolfo Abejón Ortega, José Ferrández Otaño, María Arenales Serrano Argüello |
| PSOE  |       | Mario Bedera Bravo                                                          |

- José Ferrández (PP) est remplacé en septembre 2009 par Ildefonso Pastor González.
- Mario Bedera (PSOE) est remplacé en novembre 2010 par Jorge Juan Conde del Campo.

### 2011
| Parti | Parti | Sénateurs                                                              |
| ----- | ----- | ---------------------------------------------------------------------- |
| PP    |       | Alberto Gutiérrez Alberca, Santiago López Valdivielso, Ana Torme Pardo |
| PSOE  |       | Emilio Álvarez Villazán                                                |

### 2015
| Parti | Parti | Sénateurs                                                                              |
| ----- | ----- | -------------------------------------------------------------------------------------- |
| PP    |       | Miguel Ángel Cortés Martín, Alberto Gutiérrez Alberca, María Arenales Serrano Argüello |
| PSOE  |       | Emilio Álvarez Villazán                                                                |

### 2016
| Parti | Parti | Sénateurs                                                                              |
| ----- | ----- | -------------------------------------------------------------------------------------- |
| PP    |       | Miguel Ángel Cortés Martín, Alberto Gutiérrez Alberca, María Arenales Serrano Argüello |
| PSOE  |       | Emilio Álvarez Villazán                                                                |

### Avril 2019
| Parti | Parti | Sénateurs                                                                |
| ----- | ----- | ------------------------------------------------------------------------ |
| PSOE  |       | Manuel Escarda Escarda, Sara María Galván Lobato, Marcial Barba González |
| PP    |       | José Ángel Alonso Pérez                                                  |

### Novembre 2019
| Parti | Parti | Sénateurs                                                              |
| ----- | ----- | ---------------------------------------------------------------------- |
| PP    |       | María de las Mercedes Cantalapiedra Álvarez, Luis Alberto Plaza Martín |
| PSOE  |       | Manuel Escarda Escarda, Sara María Galván Lobato                       |

### 2023
| Parti | Parti | Sénateurs                                                             |
| ----- | ----- | --------------------------------------------------------------------- |
| PP    |       | Jesús Julio Carnero García, José Ángel Alonso Pérez, Arenales Serrano |
| PSOE  |       | José Javier Izquierdo Roncero                                         |